# スアールアグン

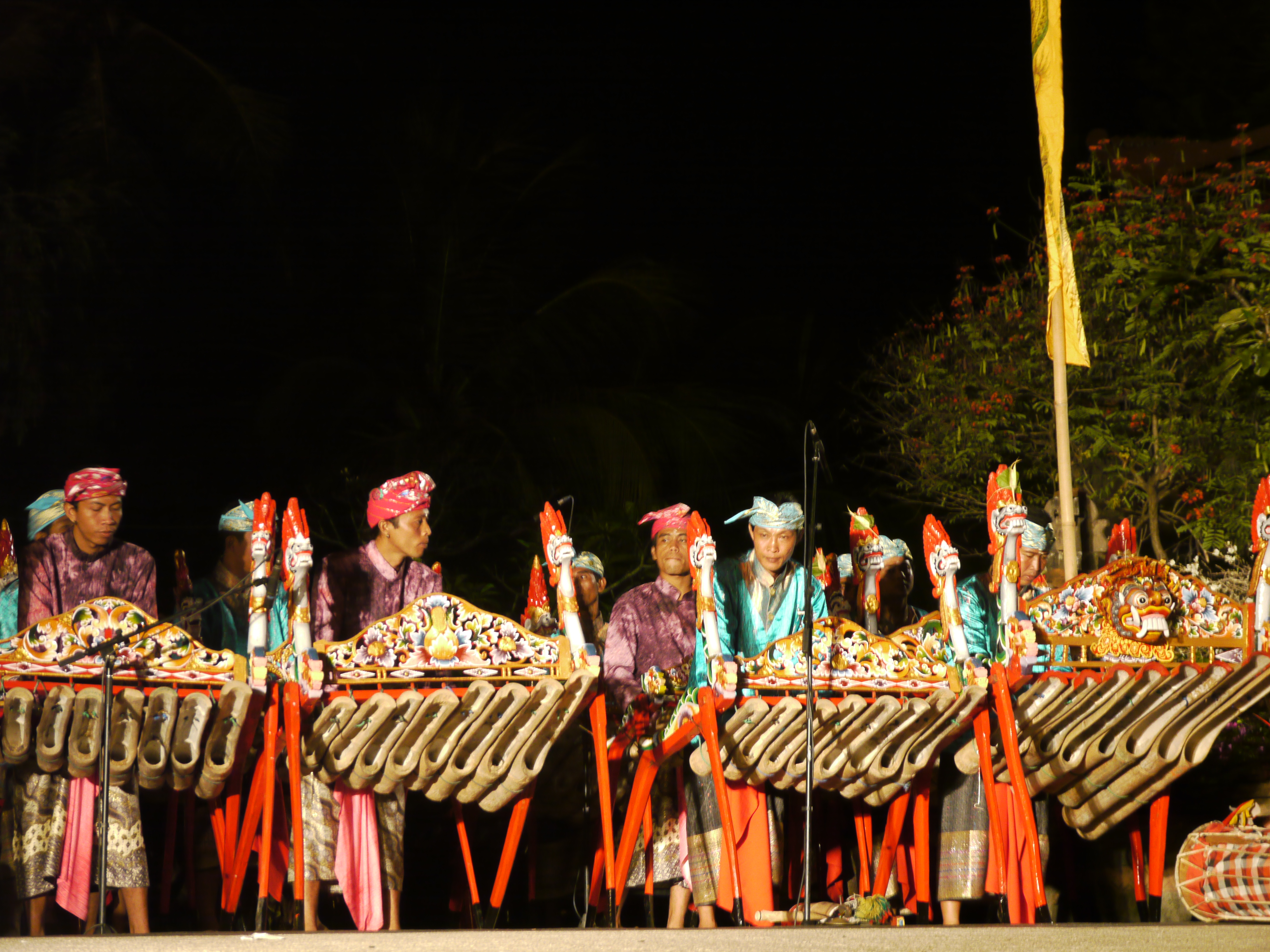

スアール・アグン（インドネシア語：Suar Agung）は、竹の鍵盤を用いたインドネシア・バリ島の民族楽器、ジェゴグ（インドネシア語：Jegog）、学名ガムラン・ジェゴグ（インドネシア語：Gamelan　Jegog）を演奏する芸術団。バリ島西部、ジュンブラナ県ヌガラ郡に住む農民たちを中心に構成されている。

## 概要
バリ島・ジュンブラナ県・ヌガラ郡出身の音楽家、イ・クトゥッ・スウェントラ（インドネシア語：Ｉketut Swentra　1948～2018）によって1971年に結成された。ジェゴグは1920年代の終わりに誕生したヌガラ地方の民族楽器だが、第二次世界大戦後、オランダ軍によって没収されていた。そのジェゴグを復興させたスウェントラを団長としたスアール・アグンは、日本をはじめ世界各国で公演を行ってきたジェゴグの代表的グループである。

## 来歴
1971年　地元の農民を中心とするメンバーで結成。
ふたつのチームで演奏を競い合い、勝敗を決めるムバルン（インドネシア語：Mebarung）と呼ばれる演奏形態を取り入れる。
1991年　初来日。佐渡を拠点とする太鼓芸能集団「鼓童」のイベント「アースセレブレーション」に出演。同年には東京でも公演を行った。以来2006年まで毎年定期的に日本公演を実施。その後も2016年まで不定期での日本公演を行う。
1993年　ヌガラでの定期公演開始。
1997年　「アースセレブレーション」出演。
同年、バリ島の芸術の祭典、「アート・フェスティバル」に出演。以降、数回にわたり同フェスティバルに参加し、国内外のアーティストとコラボレーションしている。
1998年　フランス・パリで開催されたサッカーワールドカップ開会式のパレードに参加。
2005年　これまでの功績が認められ、バリ州から文化功労賞・伝統音楽部門を受賞。
2008年　バリ島の「プラザ・バリ」での定期公演開始。
2015年　「アースセレブレーション」出演。
2018年　団長・スウェントラ死去。
2019年　「アート・フェスティバル」でスウェントラ氏の追悼公演を行う。
2021年　バリ島・ウブドでオンラインによるライブを開催。
2023年　バリ島でのバリアートフェスティバルに出演。

## ディスコグラフィー
※CD自体に発売日が未掲載のモノは発売年号を省いているものもあります。
1987年発売　『ジェゴグ 大地の響き1　バリ島サンカル・アグンの巨竹打楽アンサンブル』　(ビクターエンタテインメント)
1997年 『JEGOG Persada Bambu Sakti』(Maharani Record)
1999年『SUAR AGUNG JEGOG Gamelan from Western of Bali』(Maharani Record)
2002年　『PEKAK JEGOG』(Maharani Record)
2004年　『Sinopsis JEGOG by Suar Agung 2004』(Maharani Record)
『Gamelan JEGOG Ensemble by SUAR AGUNG Tiying Sangkep』(Maharani Record)
『GERANTANG PELOG』(Maharani Record)
『Dance & Gamelan music From Bamboo』(Maharani Record)
2010年『The　ART　SOUND　of earth』(Suar Agung Office)